# Christian Norberg-Schulz

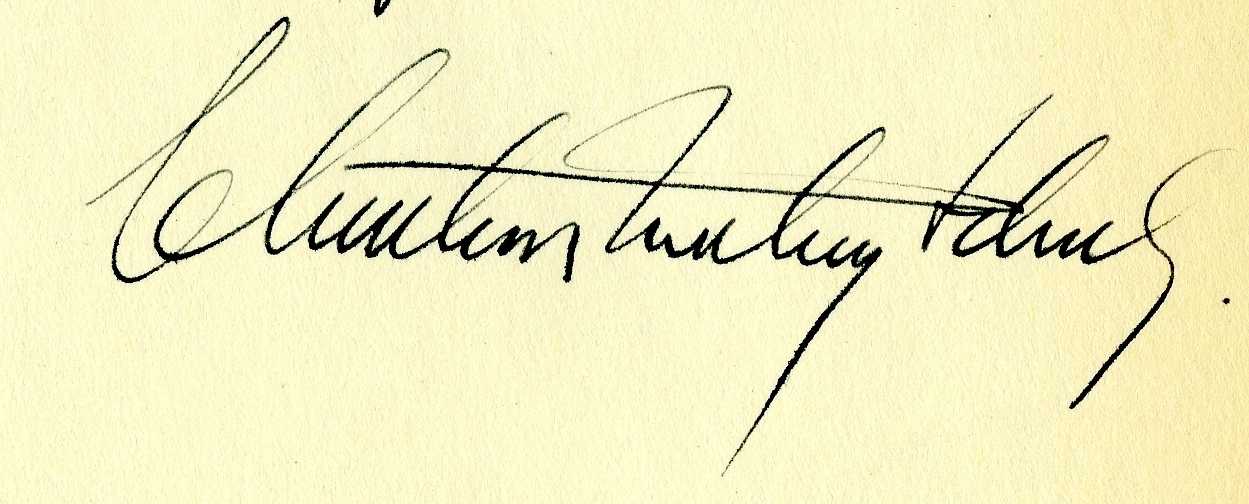
La sua firma

Christian Norberg-Schulz (Oslo, 23 maggio 1926 – Oslo, 28 marzo 2000) è stato un architetto norvegese, importante critico e teorico dell'architettura.

## Biografia
Si laureò in architettura al Politecnico di Zurigo nel 1949, dove ebbe come professore Sigfried Giedion. Tornato in Norvegia, nel 1950, assieme a Arne Korsmo, Sverre Fehn, Peter Andreas Munch Mellbye, Geir Grung, Odd Østbye, Håkon Mjelva e Robert Esdaile e all'architetto danese Jørn Utzon, fondò il gruppo PAGON (Gruppo degli Architetti Progressisti di Oslo Norvegia) che era il ramo norvegese dei CIAM (Congressi Internazionali di Architettura Moderna). Durante gli anni '50 con alcuni membri di questo gruppo ideò numerosi progetti per Oslo e Bergen, sebbene questi non furono mai realizzati.
Cominciò la sua carriera accademica come assistente di Arne Korsmo al Collegio di Arti Applicate di Oslo, poi dal 1963 al 1994 fu professore alla scuola di architettura di Oslo.
Ha costruito pochissimi edifici, ma come teorico dell'architettura ha avuto un'influenza notevole. I suoi libri sono stati tradotti in numerose lingue e Norberg-Schulz fu invitato come professore a contratto in prestigiose università degli Stati Uniti.
Sua figlia, Elizabeth Norberg-Schulz (n. 1959), italo-norvegese, è una nota soprano.

## I suoi scritti
- Intenzioni in architettura, Lerici, Milano 1967
- Architettura Barocca, Electa, Milano 1971
- Architettura Tardobarocca, Electa, Milano 1972
- Esistenza, Spazio e Architettura, Officina Edizioni, Roma 1975
- Alla ricerca dell'architettura perduta. Le opere di P. Portoghesi e V. Gigliotti, Roma 1975
- Genius Loci. Paesaggio Ambiente Architettura, Electa, Milano 1979
- Louis Kahn, idea e immagine,  Officina ed., Roma 1980
- L'abitare. L'insediamento, lo spazio urbano, la casa, Electa, Milano 1984
- Il mondo dell'architettura. Saggi scelti, Electa, Milano 1986
- "Architettura: presenza, linguaggio e luogo", Skira, Milano 1996
- Il significato nell'architettura occidentale, Electa, Milano 2003
- Con Henrik O. Andersson, Lisbet Balslev Jørgensen, Simo Paavilainen, Classicismo Nordico. Architettura nei paesi scandinavi 1910-1930, Electa, Milano 1988
- Con Gennaro Postiglione, Sverre Fehn. Opera completa, Electa, Milano 1997